# コンソ

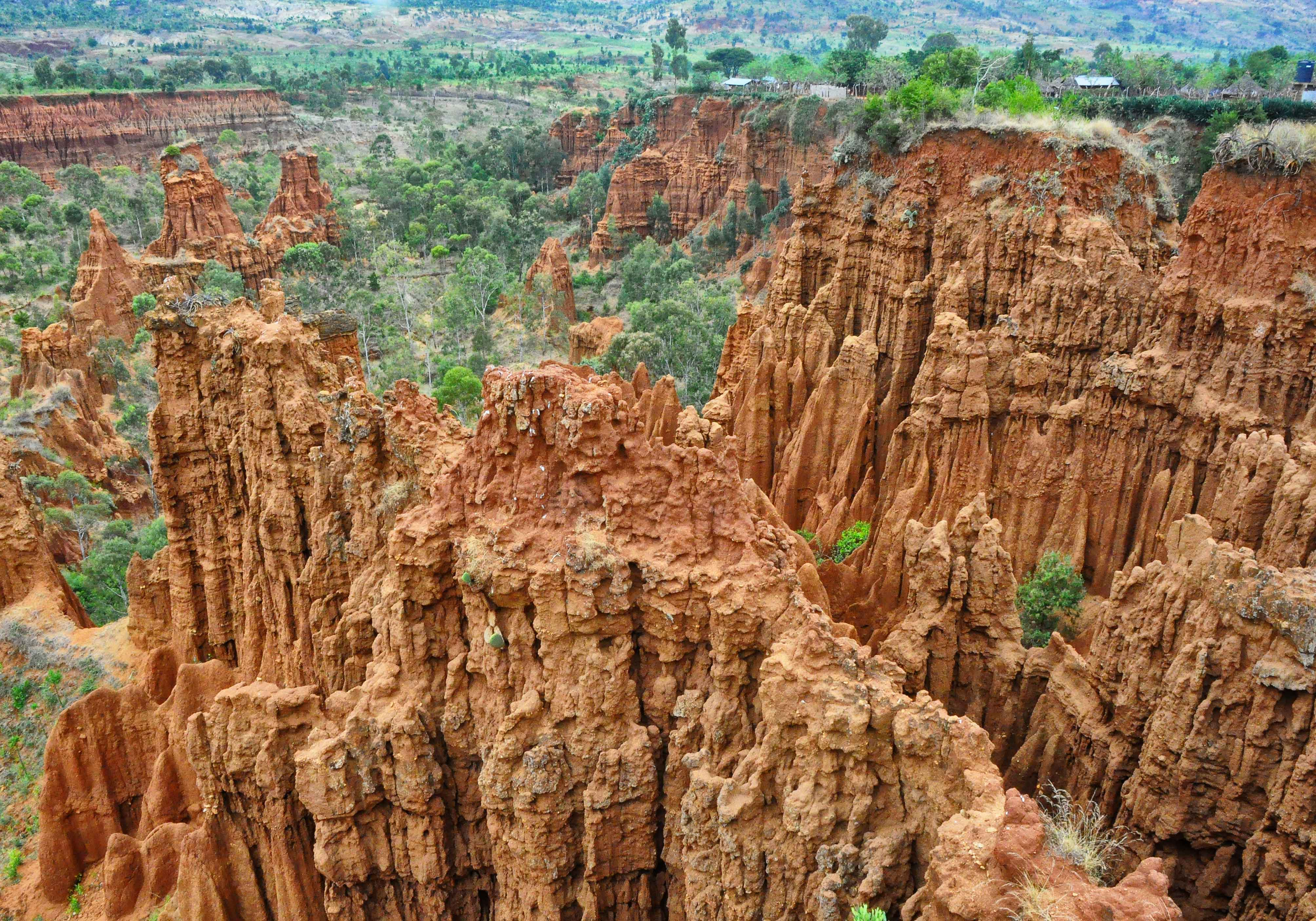
コンソの「ニューヨーク」

コンソ (Konso) は、エチオピアの南エチオピア州（旧南部諸民族州）内の地域名であると同時に、そこで暮らすエスニック・グループの名称でもある。コンソ地域は標高800 mから1800 mほどの山岳地帯にあり、そこで暮らす人々は資源の限られた自然環境の中で外敵の脅威などに備えつつ、最大限の農業生産性を上げようとして、さまざまな工夫を凝らして独特の文化様式を育んできた。その結果生まれた文化的景観は、2011年にUNESCOの世界遺産リストに登録された。なお、世界遺産登録時の評価対象には含まれなかったが、この地域のコンソ遺跡群からは175万年前の世界最古級の握斧などが出土しており、古人類学への貢献という面でも重要な地域である。

## 地理
コンソ地域はエチオピアの首都アジスアベバから600kmほど離れた場所にあり、南部諸民族州の行政地域 (administrative district) のひとつとなっている。コンソは少数民族の居住地域が指定されることが多い特別行政区（行政府所在地はカラティ、別名パカウレ）であり、州内の県と同格の権限を有している。外部の者がコンソの町と呼ぶのは、このカラティのことである。コンソの集落はカラティからは外れたところにあり、観光客の集落訪問には、カラティでの許可証の発行が必要になる。
地域の広さはおおよそ東西70 km、南北30 kmであり、面積は2354km2である。標高の高い山がちな地形であり、伝統的集落の近くには、「ニューヨーク」と呼ばれる奇観が広がる。浸食作用が形成した絶壁の屹立するさまが、ニューヨークの摩天楼を連想させることからその名がついた。この「ニューヨーク」の見学にもカラティでの許可証発行が必要となる。
コンソ人は東クシ語族に属し、地域内には34の村があり、5つのグループに分かれている。地域全体の人口は1994年の調査では約15万人、2010年前後には約28万人で、1994年時点の人口構成はコンソ人87%、ガワダ人9%、アムハラ人・オロモ人各1%となっていた。なお、ガワダ人の居住地区は2007年にコンソ特別行政区から分離され、ガワダ特別行政区を形成している。宗教構成は人口構成と同じく1994年の数値になるが、伝統信仰66%、プロテスタント24%、エチオピア正教5%、その他となっている。

## 歴史
コンソ人がいつから現在の地域に定着するようになったのかは、明確な記録が存在しないため、はっきりしていない。彼ら自身の口承では、2010年の時点から見て、およそ21世代前に北や東の地方からやってきたことになっているため、約400年前ではないかとも言われている。エチオピア領に組み込まれたのはメネリク2世の治世にあたる19世紀末のことだが、それまで慣習法による自治を行なっていたコンソ人は、今でもエチオピア行政当局との関係を緩やかに維持しつつ、独自の社会を保っている。

## 文化
以下ではコンソ特別行政区を構成する中心民族であるコンソ人の文化について概説する。

### 村の構造

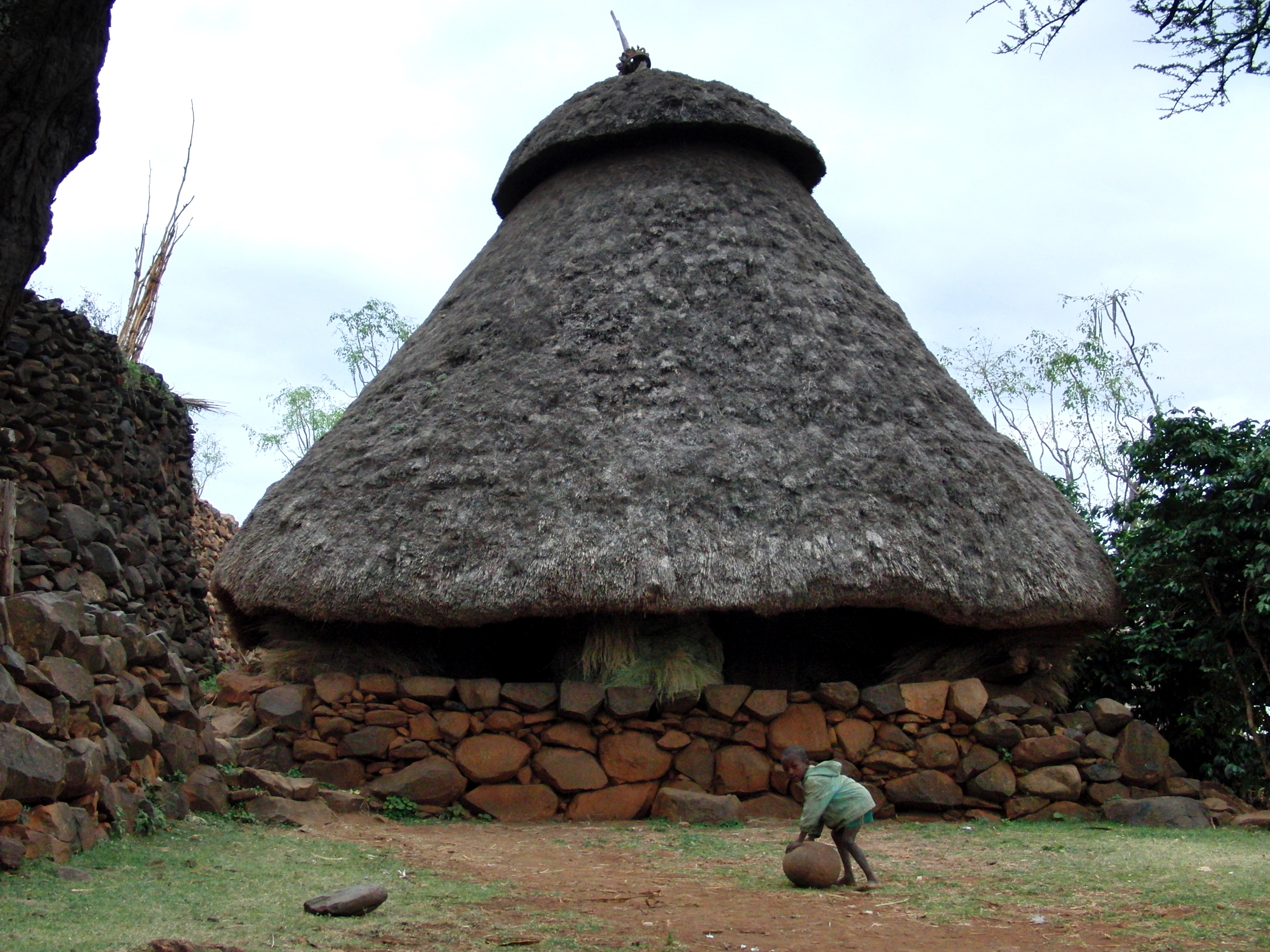
コンソの住居

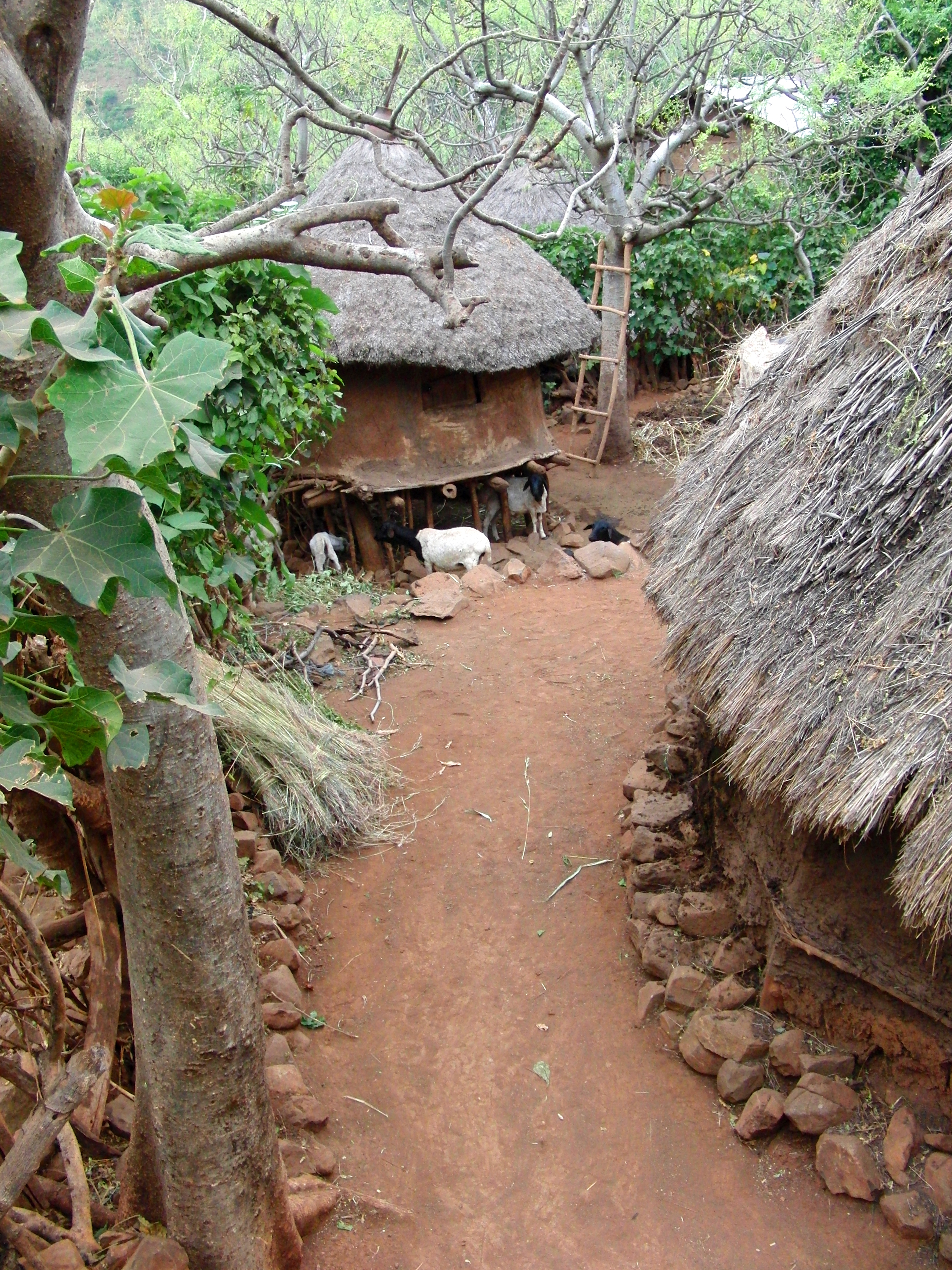
村内の路地

コンソの人々は標高1400 m 以上の山頂付近に要塞化した村を築き、そこから山麓まで石を組んで段々畑を展開している。周辺の他民族との境界線になっている川などの標高は600 m から800mである。山頂に住むようになったのは、他民族との戦いに備えるためと、標高の低い場所に出るマラリア蚊を避けるためという2つの理由によるとされている。村そのものの構造は、周囲を高い石垣に覆われた円形をしており、その中に木の柵で仕切られた民家が高い密度で林立している。人が多くなると、石垣の外側にさらに石垣を築いて外部に拡大するが、それでも対応できなければ他の山頂に枝村が作られる。
民家そのものは二段構造で、家畜を飼ったり、穀物を貯蔵しておく下層（アルハッタ）と住居に使う上層（オイダ）に分かれている。コンソは無駄のない生活で知られており、住居内でも空いたスペースがあれば、植物の栽培に利用される。特に朝食と結びついているコーヒーノキ、朝食・夕食用の煮物に入れられるワサビノキ属のシャラギッタ（学名 Moringa stenopetala）はほとんどの家で栽培される。村内では道端などでも空いているスペースがあれば、植物の栽培に使う。植えられるのは食用など実用的な見返りを得られるものばかりで、鑑賞を主目的として植物を植えることはない。花で髪を飾ることもあるが、それは集落からかなり離れたところに自生している植物を使うという。
住居内の家畜が出した糞は集落のすぐ外にあるクーファという貯蔵場所に捨て、発酵させて有機肥料として使う。人用のトイレは集落内になく、クーファ近くの茂みが野外トイレとして使われている。また、台所の灰は一定量溜まったら畑に持っていって、肥料として使う。
住居には屋根の上に装飾性のない土器を載せているものがあるが、これは長男の家であることを示す。コンソの社会では長男と非長男は截然と分けられていて、土地相続も長男が優先される。この結果、非長男は外縁部の開拓を行うか、他の地域に進出するかなど、選択肢が限られる。一部の住居には装飾土器が載せられているが、これはリネージの始祖と目されていて9代以上続いていることを示している。
集落内に家々がひしめいているものの、あちこちに広場（モラ）が設置されており、宗教的な儀礼を行う場としても機能している。この広場は子供の遊び場などにもなっているが、老女を除けば、女性は外縁沿いに歩かなければならず、横切ることは許されない。

### 木彫

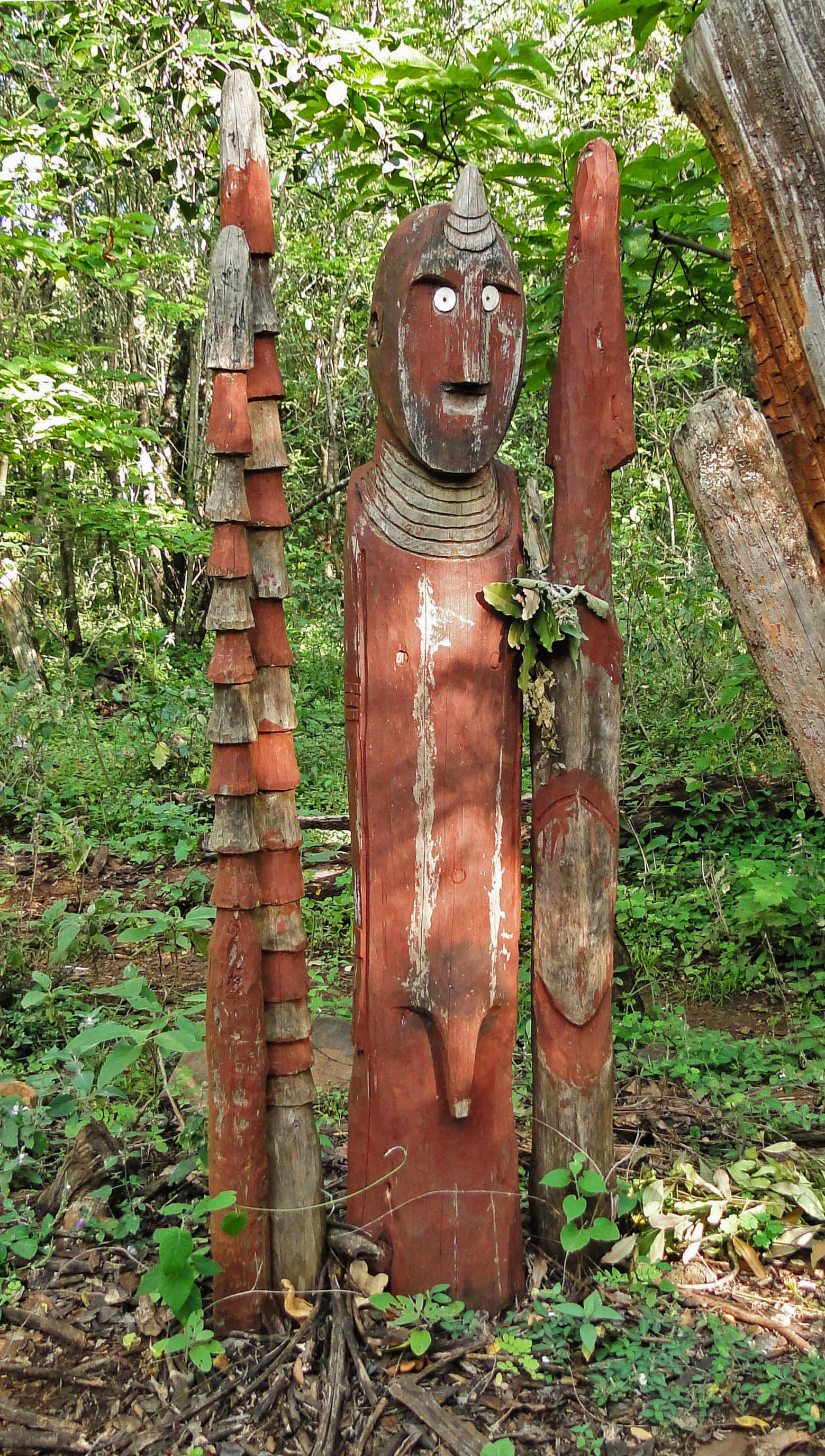
コンソのワーガ

コンソは、祖先神のような英雄をかたどった木彫「ワーガ」も有名であり、彼らの伝統的な葬礼文化とも結びついている。ワーガを撮影するときには村人に許可を取る必要があるが、中にはそのときに撮影料をとる者もいる。ヨーロッパ人観光客には、世界遺産登録以前から人類学者の紹介などによって知っている者たちがおり、村によってはそういう観光客に木彫を販売する事例もあった。ただし、それは祖先伝来のワーガではなく、観光客向けに新たに彫ったものにすぎない。

### 農業
エチオピアの農業が一般に低投入、低収量と位置づけられるのに対し、コンソは集約農業で知られている。
前述のように、コンソは山の頂上に要塞化した村を築き、山の斜面に段々畑をつくる。しかし、決して広いとはいえない面積に対して人口約15万人が住んでいるので、農業に向かない急斜面などを除いて一人当たりの耕地面積を算出すれば、1haもない。もともと、玄武岩が山肌のあちこちから露出するという農業に不向きな地質ということもある。彼らは農業生産性を高めるべく、ディラと呼ばれる段々畑を精緻に築き上げ、最大限の生産を上げようとしてきた。
ディラはヘランダ、ハルガ、サガリッタという3種の畑の組み合わせで成立している。ヘランダは一区画あたり 10 x 5 m 程度の畑で、これが基本である。ヘランダは山の斜面に等高線沿いに築かれる畑で、耕作面を水平にするために石垣を築く。コンソは基本的には降雨に頼る天水農業だが、雨季には大雨が降るため、水を逃がす工夫として石垣の一部にあらかじめ隙間を作っておき、そこから水が抜けるようにすることで、石垣の崩壊を最小限にとどめるようにしている。ハルガはヘランダの約半分の面積の畑で、ヘランダが作れない場所に築く。急斜面にヘランダを築く際に、直立した石垣が高くなりすぎて崩れやすくなるのを防ぐために、途中に段を設ける。その水平面を利用して作る畑がサガリッタで、幅0.5 mから 1 m程度までの調整用・緩衝用の畑である。
これらの畑には生産を最大化するための工夫がいくつかある。まず、天水農法という性質に関連し、1区画の畑の中に多彩な植物を植える。畑は中央がくぼんでおり、雨水が溜まりやすいようにできている。その中央部には水が多く必要な植物を植え、周縁部には水が少なくても育つ植物を植えるというすみ分けをさせている。もうひとつ重要なのが標高差である。コンソの生活域はおよそ標高800 mから1800 m、すなわち標高差1000m にわたって段々畑が作られていることになり、村落（山頂）付近と、山麓では気候などが大きく異なる。コンソはそれも考慮に入れて生産性を上げている。たとえば、モロコシは16品種が植えられているが、これは気候の違いだけでなく、鳥が好むかどうか（好むものは村の近くに植えて念入りに見張り、そうでないものは遠くに植える）なども考慮した結果だという。
こうした農業で生産される作物は主要なものだけで32品目に及ぶ。なかにはタバコ、サトウキビ、バナナなど換金を目的とする作物もあるが、ほとんどは日常の食事のための自給用作物である。
自給用作物に基づくコンソの食事は1日4食である。早朝に摂る食事はホラ（杵でついたコーヒーの葉を煮出した飲み物）とダマである。午前10時頃、午後4時頃には、チャガ（モロコシなどを主原料とするビールの一種）を飲む。チャガこそが彼らの主食である。チャガは彼らの主食だが、作るのに時間と手間が非常に掛かるため、毎日自宅で作るのではなく、その日にチャガができた人の家に集まり、家の周りで群れをなして飲むことになる。午後8時頃の夕食では、ダマ（小麦粉の団子などをシャラギッタと煮て作る）または豆類やイモ類を煮たものを食べる。朝食で食べるダマは、この夕食の残り物である。

### その他の産業
コンソの主産業は農業で、それに従事する人をエダンダといい、それ以外の産業の中でも欠かせない職種である土器作りと鍛冶に従事する人をハウダと呼ぶ。主食がチャガであるため、それを入れる土器は欠かせないし、鍛冶は農具などを作成するために必要なのである。ハウダは特定の村に集中しており、製陶業のハウダは34の村のうち、3つの村に集中しており、市場を通じて他の村にも土器が供給される。一説にはハウダは異なるエスニック・グループに由来するという説もあるが、確かなことは分かっていない。ただし、エダンダとハウダには階層意識があり、エダンダとハウダの間で婚姻関係が結ばれるのは例外的だという。もっとも、そうした差別は2010年代初頭の時点で薄らいできているという指摘もある。
コンソでは性別による分業があり、開墾・石垣作りなどは男の仕事、そこからの収穫や除草は女の仕事となっている。農作業が女性に任される代わり、紡績や服作りは男の仕事になっており、自分たちの衣服も基本的に自給する。

### 市場

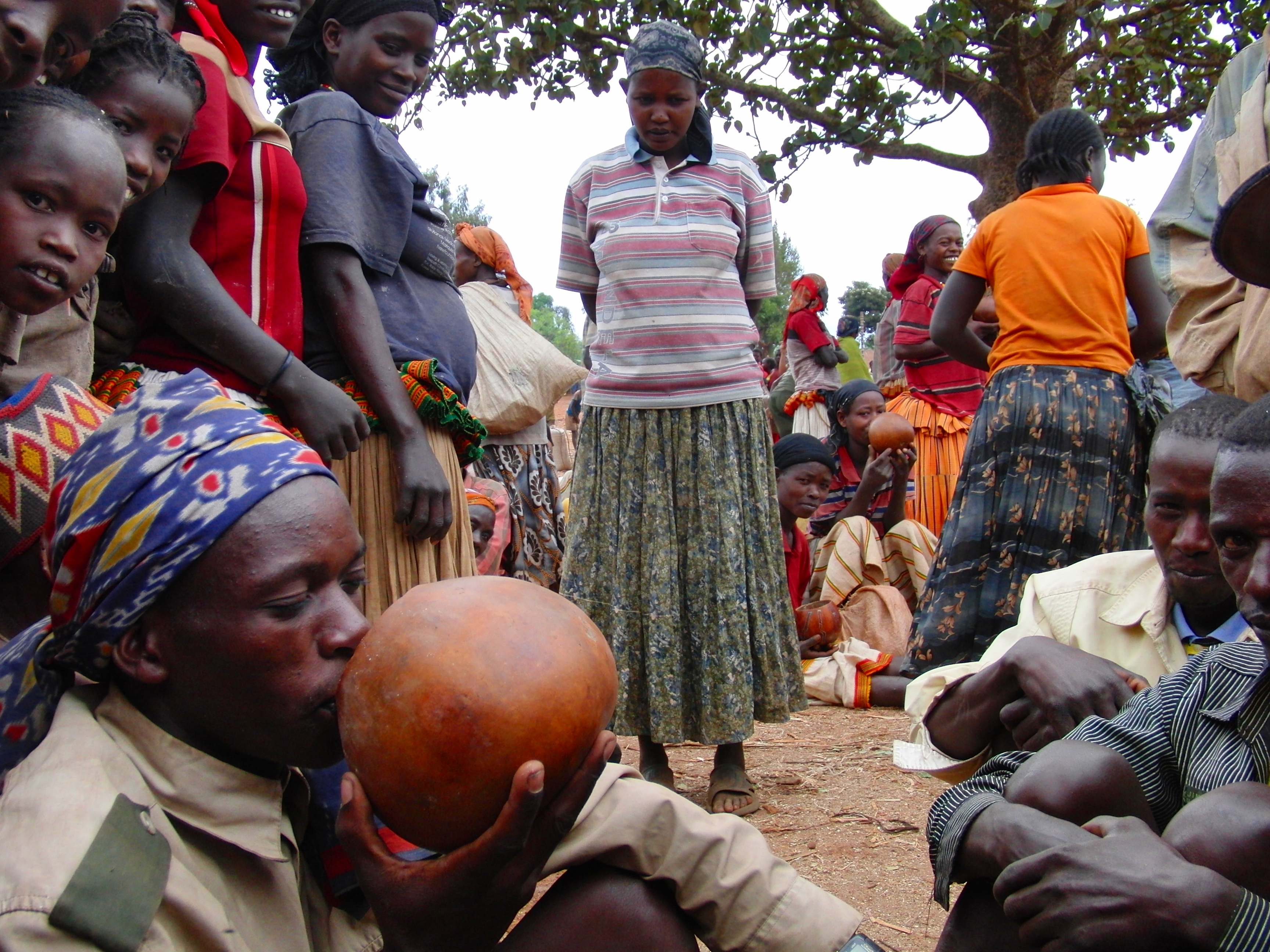
コンソの市場

コンソでは34の村のうち7つの村がそれぞれ別の曜日に市場を開く。コンソは基本的に自給社会で、コミュニティ内の交換が基本だが、最初から交換用に栽培されているコーヒーや、自分たちで作った服や土器の一部はコミュニティの外へ出て行く。引き換えにコミュニティ外からもたらされるのは、自給できない塩や鉄（鍛冶は鉄の加工はできるが、原料となる鉄は産出しない）である。

### 摩擦
コンソの人々は耕作用の土地を拡大していく傾向があり、それが周辺の民族との摩擦につながることもある。特に遊牧生活を主体とするボラナ人とは、境界とされる川を越えてコンソが農地を拡大しようとした結果、かなり激しい衝突が起こった。そうした対立は1993年に平和協定が結ばれ、コンソがボラナの領域に作る畑の使用料を払う形で合意した。しかし、対立は完全に解消しておらず、2008年にも、暴力事件によって30人以上の犠牲者が出た。

## 世界遺産
エチオピア当局がコンソを世界遺産の暫定リストに記載したのは、1997年9月30日のことであり、推薦の準備を目的として世界遺産基金からの助成も受けた。その総額は15,000ドルであった。ただし、当初の暫定リスト記載は、後述するように古人類学遺跡の方だった。
最初の推薦は2010年の第34回世界遺産委員会でのことだった。このときの推薦では12の村で構成される55 km2が範囲だった。その委員会審議に先立って、諮問機関である国際記念物遺跡会議(ICOMOS) が出した勧告は、「登録延期」であった。ICOMOSが問題視したのは、構成資産に関する情報不足、顕著な普遍的価値を証明するために境界を再定義したり比較研究を深化させる必要があることなどだった。世界遺産委員会での審議では一段階上の「情報照会」となったが、ICOMOSが問題点として挙げていた点はそのまま決議でも踏襲された。
「情報照会」決議の場合、推薦書を修正して再提出すれば、翌年に再審議が可能になるため、エチオピア当局は8つの村を加えて推薦範囲を約4倍の230km2に拡大する形で推薦書を修正し、2011年に再推薦した。これに対し、ICOMOSは丘陵地を活用して伝統的集落を築いたスクルの文化的景観（ナイジェリアの世界遺産。1999年登録）などと比較しても、要塞化された村落と精巧な石組みの段々畑に特徴付けられるコンソの景観の特殊性は認められるとしたものの、推薦範囲が現地調査時点の4倍に拡大したことを問題視し、拡大された範囲も含めた顕著な普遍的価値の証明が不十分などの理由から、再び「登録延期」勧告を行なった。その年の世界遺産委員会の審議では逆転での登録が認められたものの、資産の価値を示すための更なる調査研究の必要性や、管理計画の見直しなどの点で注文がついた。最終的な登録面積は、ユネスコ世界遺産センターの公式サイト内でも食い違った数値が上げられており(#注釈1参照)、140km2ないし230km2となっている。

### 登録名
世界遺産としての登録名は Konso Cultural Landscape （英語）、Paysage culturel du pays konso （フランス語）である。その日本語訳は、「コンソの文化的景観」とされるのが一般的である。ささいな違いだが、例外的に「コンソ族の文化的景観」と訳している文献もある。

### 登録基準
この世界遺産は世界遺産登録基準のうち、以下の条件を満たし、登録された（以下の基準は世界遺産センター公表の登録基準からの翻訳、引用である）。
- (3) 現存するまたは消滅した文化的伝統または文明の、唯一のまたは少なくとも稀な証拠。
  - この基準は彼らの要塞化した村落と石垣を巧みに組み上げた段々畑の伝統的な文化を保持し続けていることなどに対して適用された[24]。

- (5) ある文化（または複数の文化）を代表する伝統的集落、あるいは陸上ないし海上利用の際立った例。もしくは特に不可逆的な変化の中で存続が危ぶまれている人と環境の関わりあいの際立った例。
  - この基準は前述の要塞化した村落や石垣による段々畑の景観が、自然環境に合わせた土地利用の優れた例証となっていることなどに適用された[24]。

以上の2つの基準について、ICOMOSは前述のように推薦範囲の大幅拡大によって、証明が不十分であるとし、将来的にはともかく、推薦時点での適用は認められないとしていたが、世界遺産委員会によって判断が覆されたのである。エチオピア当局は基準 (6) の適用も求めていた。
- (6) 顕著で普遍的な意義を有する出来事、現存する伝統、思想、信仰または芸術的、文学的作品と直接にまたは明白に関連するもの（この基準は他の基準と組み合わせて用いるのが望ましいと世界遺産委員会は考えている）。

エチオピア当局はワーガに代表される独自の葬礼文化などとの結びつきを挙げていたが、ICOMOSはそれが文化的景観にどう投影されているのかが十分に証明されていないとして、この基準の適用はできないと判断した。これについては、世界遺産委員会でも判断は覆らず、この適用のためにはさらなる証明が必要であるとされた。

## 古人類学
コンソ遺跡群は古いものだと約190万年前の化石人骨などが出土する地域で、1990年代になってその存在が知られるようになった。東京大学の諏訪元は、エチオピアと共同で発掘調査に当たっており、アウストラロピテクス・ボイセイの状態の良い頭蓋骨などを発見している。また、ホモ・エレクトゥスの化石も出土し、180万年前から130万年前の両者の共存などが確認できる。
また、アシュール文化に属する石器が使われ始めた時期を含んでおり、2013年1月には、175万年前の世界最古級のハンドアックスが出土した。また、それ以降のハンドアックスも多数出土し、85万年前と見られる、より精緻に加工されたハンドアックスからは、その途中の段階での技術革新も想定された。
エチオピア政府は結果的にコンソを文化的景観として推薦したが、もともと世界遺産の暫定リストに掲載してあったのは、「コンソ＝ガルデュラ（古人類学遺跡）」（Konso-Gardula (paleo-anthropological site)、1997年記載）という、古人類学遺跡の方だった。